# أنطوني بيرتراند
أنطوني بيرتراند هو ممثل كندي، ولد في 12 ديسمبر 1977 في كندا.

## وصلات خارجية
- أنطوني بيرتراند على موقع IMDb (الإنجليزية)
- أنطوني بيرتراند على موقع ألو سيني (الفرنسية)
- أنطوني بيرتراند على موقع أول موفي (الإنجليزية)
- أنطوني بيرتراند على موقع قاعدة بيانات الفيلم (الإنجليزية)
- أنطوني بيرتراند على موقع كينوبويسك (الروسية)